# Les Nabis
Les Nabis (el. Nabisgruppen, efter hebraisk nabi: 'profet') var en gruppe franske malere i slutningen af 1800-tallet, der var påvirket af Paul Gauguins syntetisme. Man reagerede mod den 'akademiske kunst' som man mente 'Pariserskolen' stod for.
Gruppen bestod i godt et årti fra slutningen af 1880'erne til omkring 1900. Den udgav et tidsskrift La Revue blanche. I Danmark fik den betydning for symbolisterne omkring tidsskriftet Taarnet. Af gruppens medlemmer kan nævnes Édouard Vuillard, Pierre Bonnard, Paul Ranson, Ker-Xavier Roussel og Aristide Maillol.
| - Værker af Les Nabis – efter år - Maurice Denis, Le Calvaire (Climbing to Calvary), 1889, 'Vejen til Golgata'. Musée d'Orsay - Maurice Denis som 18-årig, 1889. Selvportræt - Édouard Vuillard, selvportræt, 1889 - Pierre Bonnard, selvportræt, ca. 1889 - Maurice Denis: Motif Romanesque, 1890. Et af de tidligste nabismalerier - Paul Ranson: Paesaggio, Nabis Landscape. Et nabilandskab, 1890 - Maurice Denis: Soir de septembre. 'Aften i september', 1891 - Édouard Vuillard: The printed dress, 1891. Museu de Arte de São Paulo - Maurice Denis: L'Échelle dans le feuillage ('Stigen i løvet'), 1892. - Édouard Vuillard: The Seamstress(en), 'Syersken', 1893 - Pierre Bonnard: Les Parisiennes 1893, litografi - Félix Vallotton: Plakat til Siegfried Bings galleri, 1893 - Georges Lacombe: Marine bleue, Effet de vagues, 'Marineblå, bølgeeffekt', 1893 - Félix Vallotton: The Waltz, 'Valsen' 1893 - Édouard Vuillard: 'Kvinde i stribet kjole', Woman in a Striped Dress, 1895 - Édouard Vuillard: 'Dekorativ skærm', Decorative screen, The Public Gardens, 1895 - Édouard Vuillard: People in Interior- Music, 1896 |

| - Félix Vallotton: La maitresse et la servante, 'Frau mit Dienstmagd beim Baden'. 'Fruen og tjenestepigen'. 1896 - Maurice Denis: Final scene of the Legend of Saint Hubert, 1897, - Édouard Vuillard, Interieur mit Misia Natanson am Klavier, 'Interiør med Misia Natanson ved klaveret', 1897/98 - Édouard Vuillard: Misia at the Piano, 'Misia ved klaveret' ca. 1898 - Edouard Vuillard: La Patisserie, 'Konditoriet', 1899 - Paul Sérusier: Paul Ranson i nabikostume - Paul Sérusier: Bois Sacre, 'Hellig skov' |